# Vojna romanca
Vojna romanca (rusko Военно-полевой роман, translit. Voenno-polevoj roman) je sovjetski romantično-dramski film iz leta 1983, ki ga je režiral Pjotr Todorovski in zanj napisal tudi scenarij. V glavnih vlogah nastopajo Nikolaj Burljajev, Natalija Andrejčenko in Inna Čurikova. Zgodba prikazuje vojaka in medicinsko sestro, ki se razideta v času druge svetovne vojne in ponovno srečata leta 1950.
Film je bil premierno prikazan 7. novembra 1983 v sovjetskih kinematografih. Kot sovjetski kandidat je bil nominiran za oskarja za najboljši mednarodni celovečerni film na 57. podelitvi. Na Mednarodnem filmskem festivalu v Berlinu je bil nominiran za glavno nagrado zlatega medveda, osvojil pa je srebrnega medveda za glavno žensko vlogo (Čurikova) in tudi nagrado za glavno žensko vlogo (Andrejčenko in Čurikova) na Mednarodnem filmskem festivalu v Valladolidu.

## Vloge
- Nikolaj Burljajev kot Netužilin
- Natalija Andrejčenko kot Ljuba
- Inna Čurikova kot Vera
- Jekaterina Judina kot Katka
- Zinovi Gerdt kot administrator
- Jelena Kozelkova kot administratorjeva žena
- Viktor Proskurin kot Novikov
- Vsevolod Šilovski kot Griša
- Aleksander Martinov kot Kombat
- Natalija Čenčik kot Lotočnica
- Vladimir Jurjev kot Maljanov
- Vjačeslav Dubrovin kot Terehin